# Modulo
| Język                 | Operator                    | Znak ilorazu         |
| --------------------- | --------------------------- | -------------------- |
| ActionScript          | %                           | dzielna              |
| Ada                   | mod                         | dzielnik             |
| Ada                   | rem                         | dzielna              |
| ASP                   | Mod                         | nieokreślone         |
| bash                  | %                           | dzielna              |
| C (ISO 1990)          | %                           | nieokreślone         |
| C (ISO 1999)          | %                           | dzielna              |
| C++                   | %                           | nieokreślone         |
| C#                    | %                           | dzielna              |
| Cobol                 | MOD (parametr-1 parametr-2) | dzielnik             |
| CoffeeScript          | %                           | dzielna              |
| CoffeeScript          | %%                          | dzielnik             |
| ColdFusion            | MOD                         | dzielna              |
| Common Lisp           | mod                         | dzielnik             |
| Common Lisp           | rem                         | dzielna              |
| D                     | %                           | dzielna              |
| Eiffel                | \\                          | dzielna              |
| Euphoria              | remainder                   | dzielna              |
| Microsoft Excel, Calc | =MOD()                      | dzielnik             |
| FileMaker             | Mod                         | dzielnik             |
| Fortran               | mod                         | dzielna              |
| Fortran               | modulo                      | dzielnik             |
| GML (Game Maker)      | mod                         | dzielna              |
| GML (Game Maker)      | div                         | dzielnik             |
| Go                    | %                           | dzielna              |
| Haskell               | mod                         | dzielnik             |
| Haskell               | rem                         | dzielna              |
| J                     | \|~                         | dzielnik             |
| Java                  | %                           | dzielna              |
| JavaScript            | %                           | dzielna              |
| Lua                   | %                           | dzielnik             |
| MathCad               | mod(x,y)                    | dzielnik             |
| Mathematica           | Mod                         | dzielnik             |
| MATLAB                | mod                         | dzielnik             |
| MATLAB                | rem                         | dzielna              |
| MySQL                 | MOD %                       | dzielna              |
| Objective Caml        | mod                         | nieokreślone         |
| Occam                 | \                           | dzielna              |
| Pascal (Delphi)       | mod                         | dzielna              |
| Perl                  | %                           | dzielnik             |
| PHP                   | %                           | dzielna              |
| PL/I                  | mod                         | dzielnik (ANSI PL/I) |
| Prolog (ISO 1995)     | mod                         | dzielnik             |
| Prolog (ISO 1995)     | rem                         | dzielna              |
| Python                | %                           | dzielnik             |
| QBasic                | MOD                         | dzielna              |
| R                     | %%                          | dzielnik             |
| RPG                   | %REM                        | dzielna              |
| Ruby                  | %                           | dzielnik             |
| Scheme                | modulo                      | dzielnik             |
| Scratch               | mod                         | dzielna              |
| SenseTalk             | modulo                      | dzielnik             |
| SenseTalk             | rem                         | dzielna              |
| Smalltalk             | \\                          | dzielnik             |
| Smalltalk             | rem:                        | dzielna              |
| Tcl                   | %                           | dzielnik             |
| Verilog (2001)        | %                           | dzielna              |
| VHDL                  | mod                         | dzielnik             |
| VHDL                  | rem                         | dzielna              |
| Visual Basic          | Mod                         | dzielna              |

Modulo – operacja wyznaczania reszty z dzielenia jednego typu liczbowego przez drugi. W dalszym ciągu napis {\displaystyle a\ {\bmod {\ }}d=r} będzie oznaczał, iż {\displaystyle r} jest resztą z dzielenia {\displaystyle a} przez {\displaystyle d.}
Są różne sposoby określania reszty, a komputery i kalkulatory mają różne sposoby przechowywania i reprezentowania liczb, więc wynik operacji modulo zależy od języka programowania i/lub sprzętu.
W niemal każdym systemie komputerowym współczynnik wynikający z dzielenia jest ograniczany do zbioru liczb całkowitych, a reszta {\displaystyle r} jest zwykle ograniczona przez {\displaystyle 0\leqslant r<|d|} albo {\displaystyle -|d|<r\leqslant 0.} Wybór między dwiema możliwymi resztami zależy od znaku {\displaystyle a} lub {\displaystyle d} oraz użytego języka programowania. Niektóre języki programowania, jak na przykład C89, nawet nie definiują wyniku jeśli zarówno {\displaystyle d,} jak i {\displaystyle a} jest ujemne – patrz tabela.
{\displaystyle a} modulo 0 jest nieokreślone w większości systemów, choć niektóre określają je jako {\displaystyle a.} Jeśli definicja jest spójna z algorytmem dzielenia, wtedy {\displaystyle d=0} implikuje {\displaystyle 0\leqslant r<0,} co jest sprzeczne (tzn. zwykła reszta w tym wypadku nie istnieje).
Reszta może być wyznaczana równaniami, które korzystają z innych funkcji. Jednym z takich użytecznych równań wyznaczania reszty {\displaystyle r} jest
{\displaystyle r=a-d\left\lfloor {\frac {a}{d}}\right\rfloor ,}
gdzie {\displaystyle \lfloor x\rfloor } oznacza zaokrąglenie w dół liczby {\displaystyle x.}
Dzielenie modulo jest powszechnie używane przy obliczaniu cyfry kontrolnej w identyfikatorach. W algorytmie Luhna, numerach PESEL, REGON, NIP, numerach dowodów osobistych, paszportów, numerach towarów EAN, numerach banknotów EURO, numerach kont bankowych IBAN, numerach substancji chemicznych CAS, ISBN, ISMN, ISSN, ISTC, EVN-UIC, numerach recept, prawa wykonywania zawodu lekarza, numerach kontenera i wielu innych. Podstawowym celem użycia cyfry lub znaku kontrolnego jest wykrywanie pomyłek przy ręcznym wprowadzaniu numeru do systemu informatycznego. Wszystkie te metody zapewniają wykrycie zamiany pojedynczego znaku oraz w znacznej większości zamiany sąsiednich znaków, tzw. czeskiego błędu.